# Константин (Симон)
Иеромона́х Константи́н  (англ. Constantin Simon; род. 1 мая 1955, Перт-Амбой, Нью-Джерси) — иеромонах Русской православной церкви, Насельник Высоко-Петровского монастыря.
До 2014 года — священник Католической церкви, служивший по восточному обряду, иезуит, профессор славянской и русской истории Папского Восточного института.

## Биография
Родился 1 мая 1955 году в городе Перт-Амбой, штата Нью-Джерси. По отцу — венгр, по матери — украинец: «Мать была православная, отец — протестант, но когда они встретились, то приняли решение перейти в католицизм латинского обряда. И меня, маленького, крестили католиком». По собственному признанию, «с отроческих лет я испытывал глубокую любовь к России. <…> В юности мои ровесники, американцы, не понимали моей любви к русской культуре. Я казался белой вороной среди них: и русская музыка меня интересовала, и русская литература. А потом стало интересовать и православие».
Двенадцать лет обучался в католической школе «при старой образовательной системе. Потому что это было до Ватиканского собора, когда ещё изучение Катехизиса было на уровне».
Много путешествовал. В 1973 году в первый раз посетил Советский Союз, что усилило его желание перейти в православие.
В 1973—1975 годы изучал философию, получил степень бакалавра в Папском университете Урбаниана в Риме.
В 1975—1978 годы изучал теологию, получил степень бакалавра в Папском григорианском университете в Риме.
В 1978—1982 годы проходил обучение в Папском восточном институте в Риме, где ему была присуждена докторская степень за диссертацию «Русинская эмиграция в США в ранний период (1884—1894 гг.)».
30 мая 1980 года был рукоположён во священника Римо-католической церкви.
В 1982 году вступил в орден иезуитов, стал членом Южно-Бельгийской провинции Общества иезуитов.
В 1982—1984 годы проходил пастырскую практику в русских общинах Бельгии и Франции. В Бельгии на радио вёл передачи на русском языке, а во Франции несколько месяцев проработал в русском центре в Мёдоне.
В 1984—1987 годы занимался исследованиями в области балканской филологии и славистики с углубленным изучением албанского языка и культурологии в Университете Людвига Максимилиана в Мюнхене: «очень хотел посетить Албанию, потому что интенсивно занимался этим языком. Но не удалось, потому что в это время священников туда не пускали».
В 1987 году начал преподавательскую деятельность на исторической секции факультета церковных наук христианского Востока в Папском восточном институте, где читал лекции по истории России и Балкан. При этом особое внимание уделял истории Русской Православной Церкви.
С 1994 года — ординарный профессор по славянской и русской истории в Папском Восточном институте.
С 1998 года преподавал в Папском григорианском университете на факультете церковной истории. Также читал курс русской церковной истории в разных университетах Северной Америки.
Помимо преподавательской деятельности, являлся советником Папского Совета по содействию христианскому единству, а также Экуменической папской комиссии по подготовке ко второму тысячелетию Рождества Христова. По его признанию: «„русская католическая идея“ (не надо преувеличивать её масштабов, разумеется!) не удалась. Скопировав внешние приметы русского богослужения, они не смогли схватить того, что внутри — духа православия. И в этом, вероятно, и заключается ошибка „русской католической идеи“».
Возглавлял униатскую мелькитскую семинарию в Рабуе (Rabweh), Ливан. Курировал униатские семинарии на Украине и в Венгрии, в частности, униатской Семинарии святого Афанасия в городе Ньиредьхаза, Венгрия.
В 2007—2011 годы — вице-ректор Папского восточного института. Кроме того, читал курс русской церковной истории в разных университетах Северной Америки.
В апреле 2007 года с докладом на конференции по каноническому праву в Ужгородской униатской академии им. Теодора Ромжи.
В ноябре 2007 года прочитал доклад «Церковная политика папы Бенедикта XV в отношении востока и её отражение на истории основании Папского восточного Института» в рамках симпозиума в Риме на тему «От Бенедикта XV к Бенедикту XVI».
11 сентября 2008 года руководил студенческой конференцией в униатской Тернопольской высшей духовной семинарии им. Йосифа Слипого.
9-10 октября того же года выступал на XIX ежегодной богословской конференции Свято-Тихоновского богословского института, принял участие в работе секции «Интерпретация и восприятие наследия святителя Филарета, митрополита Московского, в конце XIX — начале XX вв.».
«Решающее значение при окончательном выборе моего жизненного пути в Православии имел тот недостаток литургической жизни в современной католической Церкви, который подтолкнул меня к этому шагу».
7 июня 2014 года архиепископом Петергофским Амвросием (Ермаковым) был принят в сущем сане в Русскую Православную Церковь. По благословению Патриарха Кирилла был принят в братию Высоко-Петровского ставропигиального мужского монастыря Москвы и до монашеского пострига нёс послушания в храмах обители.
27 марта 2015 года по благословению Патриарха Московского и всея Руси Кирилла наместник монастыря игумен Петр (Еремеев) совершил монашеский постриг священника Константина Симона с именем Константин в честь святителя Константина, митрополита Киевского и всея Руси.
До 2022 года преподавал в РПУ святого Иоанна Богослова. Среди коллег были профессора – Ж. Аванесян, В. Шмидт, Ю. Кимелев и преподаватели – епископ Антоний Пантелич, протоиерей Лев Шихляров, И. Негреев, А. Гапанюк.

## Труды
Свободно владеет английским, русским, французским, немецким и итальянским языками, читает на четырнадцати языках. Автор нескольких монографий по русской и балканской церковной истории, а также первого тома из серии, посвященной русскому католическому движению.
- I Gesuiti e la Russia. Roma, 1989
- I Gesuiti e l’Ucraina. Roma, 1992
- The Nineteenth Century Volga Mission of the Society of Jesus. Roma, 1993
- The First Years of Ruthenian Church Life in America // Orientalia Christiana Periodica. 1994. № 60. P. 187—232
- Eastern Catholics in North America // The HarperCollins Encyclopedia of Catholicism. New York: HarperCollins, 1995
- Jesuits and Belorussians: On the Fringe of Civilization or at the Cultural Crossroads? // Diakonia. 1997. № 3/28. P. 207
- Russicum: Pioneers and Witnesses of the Struggle for Christian Unity in Eastern Europe: Leonid Feodorov, Vendelín Javorka, Theodore Romža: Three Historical Sketches Roma: Opere Religiose Russe, 2001. Volume 1
- Russicum: Pioneers and Witnesses of the Struggle for Christian Unity in Eastern Europe: The First Years 1929—1939. Roma: Opere Religiose Russe, 2002. Volume 2
- Gli ebrei e l’antisemitismo in Russia. Roma: La Civilta cattolica, 2004
- Pro Russia. The Russicum and Catholic Work for Russia. Roma, Italia : Pontificio Istituto Orientale, 2009